# Цурков, Владимир Иванович
Владимир Иванович Цурков (родился 4 декабря 1944 года, Нижний Новгород) — советский и российский учёный в области прикладной математики, доктор физико-математических наук, профессор МФТИ, академик РАЕН (1991); вице-президент советского общества по исследованию операций.

## Биография
Родился в семье военнослужащего.
Окончил МФТИ (1968, специализировался на кафедре прикладной математики А. А. Дородницына), затем — аспирантуру там же (1971).
В 1971—1973 — м.н.с. в Институте проблем передачи информации РАН .
Кандидат физико-математических наук (1972).
Ученик Б. Л. Рождественского.
С 1964 года, ещё будучи студентом, стал сотрудничать в ВЦ РАН.
Доктор физико-математических наук (1984)
Диссертация на тему «Декомпозиция на основе агрегирования переменных в управлении многомерными системами» по спец. 05.13.02. — Москва, 1982. — 283 с.
Заведующий Отделом сложных систем ВЦ РАН (с 1994 года). Преподаёт в МФТИ.

## Научные интересы
Обнаружил мажорантную катастрофу решений уравнений газовой динамики Эйлера при степенной зависимости давления газа от энтропии.
Разработал метод декомпозиции, основанный на итеративной агрегации и дезагрегации, для широкого класса разделённых структурных задач иерархической оптимизации. Разработал метод редукции в линейно-квадратичных задачах иерархического оптимального управления, метод комбинированной декомпозиции для задач блочной структуры (иерархических) с целочисленными переменными, метод решения транспортных задач с критерием minmax, систему компьютерного зрения.
Предложил расширение метода итеративной агрегации для неразделимых (взаимосвязанных) иерархических задач оптимального управления, а также новый класс иерархических систем, в котором подсистемы описываются уравнениями в частных производных (иерархические системы математической физики).
Эффективно использовал метод генерации столбцов для сети связи реальных размеров.
В рамках информационной системы обнаружил стабильную статистическую зависимость показателей здоровья от фиксированных загрязнений.

### Книги
На русском языке
- Цурков В. И. Принцип разложения для линейных задач оптимального управления. М.: ВЦ АН СССР, 1978. — 52 с.
- Цурков В. И. Декомпозиция в задачах большой размерности. Под ред. Г. С. Поспелова. 1981. 352 с.[5]
- Цурков В. И. Методы оптимизации и основы исследования операций : [Учеб. пособие]; — М. : МФТИ, 1986. — 83,[1] с.
- Цурков В. И. Динамические задачи большой размерности. Наука, Глав. ред. физико-математической литературы, 1988. 287 с. ISBN 5-02-013898-3 (выпущено 3 издания).
- Цурков В. И., Литвинчев И. С. Декомпозиция в динамических задачах с перекрёстными связями. Часть 1. Сер. «Оптимизация и исследование операций». (ред. серии — Н. Н. Моисеев). М.: Физматлит, 1994. 176 с. ISBN 5-02-015154-8.
- Цурков В. И., Литвинчев И. С. Декомпозиция в динамических задачах с перекрёстными связями. Часть 2. Сер. «Оптимизация и исследование операций». (ред. серии — Н. Н. Моисеев). М.: Физматлит, 1994. 176 с. ISBN 5-02-015155-6.
- Авербах И. Л., Цурков В. И. Декомпозиция в блочном целочисленном программировании. Москва: Наука, 1995. 225 с. ISBN 5-02-015173-4
- Миронов А. А., Цурков В. И. Минимакс в транспортных задачах. Сер. «Оптимизация и исследование операций». Вып. 26. Москва: Наука, 1997. 400 с. ISBN 5-02-015172-6.
- Цурков В. И. Мажорантная катастрофа газодинамических уравнений Эйлера для бозонов. — М.: Наука, Физматлит, 1997. — 90 с. ISBN 5-02-015101-7.
- Цурков В. И., Ковков Д. В. Нелинейная диффузия и подавление шумов. М.: Физматлит, 2004 (Тип. изд-ва МГОУ). — 88 с. : ил.; 21 см; ISBN 5-94052-073-1.
- Мокряков А., Селин П., Цурков В. Минимакс и восстановление по вектору в графах. М.: Физматлит, 2017. 309 с. ISBN 978-5-9405-2248-5.
- Многомерные задачи с квазиблочными матрицами / О. А. Щербина, Д. В. Лемтюжникова, В. И. Цурков. — Москва : Физматлит, 2018. — 254, [1] с. : ил., табл.; 22 см; ISBN 978-5-94052-265-2.

На иностранных языках
- Majorant catastrophe in eulerian gas dynamics equations for bosons / Vladimir I. Tsurkov. — Whitefield (Me.) : Felicity press, Cop. 1998. — 88, [4] с. : ил.; 20 см; ISBN 0-931265-08-8
- Tsurkov V. Hierarchical Optimization and Mathematical Physics. Springer, 2000. — 320 p. ISBN 978-1-4613-7112-0; ISBN 978-1-4615-4667-2 (eBook); DOI 10.1007/978-1-4615-4667-2.
- V. I. TSurkov. Large-scale optimization: problems and methods. — Dordrecht ; Boston : Kluwer Academic Publishers, 2001. Print book (11 editions published between 2001 and 2011 in English and held by 187 WorldCat member libraries worldwide)
- Anatoly A. Gurchenkov; Mikhail V. Nosov; V. I. TSurkov. Control of fluid-containing rotating rigid bodies. — Boca Raton : CRC Press, 2013. eBook (7 editions published in 2013 in English and held by 159 WorldCat member libraries worldwide)
- V. I. TSurkov. Hierarchical optimization and mathematical physics. — Dordrecht ; Boston : Kluwer Academic Publishers, ©2000. Print book (2 editions published in 2000 in English and held by 143 WorldCat member libraries worldwide)
- V. I. TSurkov. Hierarchical optimization and mathematical physics. — Boston, MA : Springer US : Imprint : Springer, 2000. eBook (7 editions published between 2000 and 2013 in English and held by 26 WorldCat member libraries worldwide)
- I. S. Litvinchev; V. I. TSurkov. Aggregation in large-scale optimization. — Dordrecht ; Boston : Kluwer Academic Publishers, ©2003. Print book (7 editions published between 2003 and 2013 in English and held by 139 WorldCat member libraries worldwide)
- V. I. TSurkov; A. A. Mironov. Minimax under transportation constrains. — Boston ; London : Kluwer Academic Publishers, 1999. eBook (10 editions published between 1999 and 2013 in English and held by 75 WorldCat member libraries worldwide).
- A. A. Mironov; V. I. TSurkov. Minimax under transportation constrains. — Dordrecht ; Boston : Kluwer Academic Publishers, 1999. Print book (1 edition published in 1999 in English and held by 59 WorldCat member libraries worldwide)[6]

### Избр. статьи
- Цурков В. И. Принцип декомпозиции для блочно-сепарабельных систем // ДАН СССР, 1979. Т. 246. № 1. С. 27-31.

Под ред. В. И. Цуркова
- Специальные задачи распределения ресурсов в модели стратегической стабильности / Т. Т. Кадышев, С. П. Макеев, Ю. В. Шамардин, И. Ф. Шахнов; [Отв. ред. В. И. Цурков]. — М. : ВЦ РАН, 1991. — 48,[2] с. : граф.; 20 см. — (Сообщения по прикладной математике. Рос. акад. наук, ВЦ).

## Членство
- Член Institute for Operations Research and the Management Sciences (США) (бывший TIMS).
- Член-корреспондент Российской Академии Естественных Наук.
- Член редакционной коллегии журнала «Теория управления и системы».
- Член редакционной коллегии журнала Advances in Systems Sciences and Applications («Достижения в системных науках и приложения») (США)

## Преподавание

### В России
Московский физико-технический институт
- 1997 — н.в. — проф. каф. интеллектуальных систем
- 1990—1996 — профессор кафедры теории систем
- 1973—1990 — старший преподаватель

Московский институт радиоэлектроники и автоматики
- 1991—1996 профессор кафедры информационных технологий и АСУ.
- в том числе науч. рук-во 19 аспирантами и 1 докторантом.

### За рубежом
Приглашённый профессор на 10-16 дней:
- 1989 Берлин (ГДР);
- 1990 Пловдив (Болгария);
- 1991 Slippery Rock (США), Дижон (Франция);
- 1992 Дели (Индия), Пекин (Китай);
- 1993 Оксфорд (Великобритания);
- 1994 Малага, Кордова (Испания);
- 1995 Берген (Норвегия);
- 1996 Левен (Бельгия), Рио Прето (Бразилия).